# Parit Culum II
Parit Culum II is een bestuurslaag in het regentschap Tanjung Jabung Timur van de provincie Jambi, Indonesië. Parit Culum II telt 1556 inwoners (volkstelling 2010).